# Aura (bài hát)
"Aura" là bài hát của ca sĩ-nhạc sĩ người Mỹ Lady Gaga từ album phòng thu thứ ba của cô, Artpop (2013).

## Xếp hạng
| Bảng xếp hạng (2013)                          | Vị trí cao nhất |
| --------------------------------------------- | --------------- |
| South Korea International (GAON)              | 60              |
| Hoa Kỳ Hot Dance/Electronic Songs (Billboard) | 14              |